# Lasioglossum raleighense
Lasioglossum raleighense is een vliesvleugelig insect uit de familie Halictidae. De wetenschappelijke naam van de soort is voor het eerst geldig gepubliceerd in 1932 door Crawford.